# Los virreyes
- Referencia vacía (ayuda)

Los Virreyes es la novela más famosa de Federico De Roberto. La novela se desarrolla durante la Unificación de Italia, periodo histórico descrito a través de la historia de sus protagonistas: los nobles Uzeda di Francalanza, de la ciudad de Catania.
La familia Uzeda está en parte inspirada por una familia noble de Catania, los Paternò, sobre todo el joven Consalvo Uzeda, que se parece a Antonino Paternò Castello, marqués de San Giuliano, alcalde de Catania, ministro de Relaciones Exteriores y embajador italiano. Los Uzeda son mezquinos, codiciosos y monomaniacos. Cada uno de los miembros de la familia tiene una manía, y vive su existencia para satisfacer esta manía coste lo que coste y aplazando los que se ponen entre el y su objetivo, no importa lo que sean; familiares, amigos y hasta sus esposos y esposas.
A través de la historia de los Uzeda Federico De Roberto describe las ilusiones de este periodo histórico, las esperanza de muchos italianos y como fueran engañados por los antiguos nobles que lograron guardar su poder en una época en la cual, en apariencia, todo cambió.
De Roberto tuvo la idea de la novela en 1891, mientras estuvo en Milan para la publicación de L'illusione, y así la mostró a su amigo Ferdinando Di Giorgi:
"la historia de una familia grande, la cual tiene que ser compuesta para 14 o 15 tipos, tras hombres y mujeres, uno maà fuerte y estravagante del otro. El primer titulo era: Vecchia razza: que esto te demuestre la ùltima intenciòn, que debria ser el decadimiento fisico y moral de una estirpe stanca".
La elaboración de la novela, empezada en Catania en septiembre de 1891, fue terminada en noviembre de 1892; De Roberto puse el texto debajo un trabajo de revisiòn, terminado al final de 1893. La obra fue publicada para el editor Galli de Milan en 1894. 
Cuando la novela fue publicada no tuvo mucha fortuna porque el naturalismo estaba muriendo y se afirmaban D'Annunzio, Fogazzaro, Pascoli. Pues el pesimismo y la poca elegancia no podían ya ser apreciadas en un momento en el cual triunfaba el nacionalismo y el formalismo. Para terminar, la crítica negativa de Benedetto Croce enfluenzò el insuceso de la novela. 
Pero 37 años después, Leonardo Sciascia, hizo una crítica sobre Croce y su critiqua cambiando el piensamiento sobre la novela: "Después " I Promessi Sposi" la mayor novela en la literatura italiana".

## Trama y personajes
La novela es dividida en tres partes: la primera empezada en 1855 con el funeral de la despótica Doña Teresa Uzeda, que deja casi toda la herencia de la familia Uzeda al primogénito Giacomo Uzeda y a su tercer hijo, el adorado Raimondo. Una parte minoritaria de dicha herencia va a sus otros hijos. Durante la primera parte del libro se vee como la maioria del los planes que Doña Teresa Uzeda había preparado mientras estaba con vida fracasan cuando ella muere.
La segunda parte sigue las aventuras de la familia hasta el 1870. Raimondo quita su mujer Matilde; gracias a sus influencia los Uzeda ganan la cancelaciòn de su boda e lo de doña Isabela, y después se casa con ella. La prima Graziella, después la muerte de su marido, con muy frecuencia se va en casa Uzeda y se casa con Giacomo cuando su mujer muere. En 1867 suprimen el conviento de San Nicola, y Blasco invierte las riquezas restada al convento en letras del tesoro y tierras y de propriedad del conviento. Consalvo, fuera del conviento, hace una vida loca  y la relaciòn entra el y su padre empeora. Ferdinando, malado de cuerpo y miente, se muere. 
La tercera parte se centra sobre las aventuras de Consalvo y Teresa, hijos de Giacomo. Después de un viaje en el continente extranjero, Consalvo empieza la carrera política, con el ayuda de sus dotes de orator y de la influencia de su tìo Gaspare. Teresa se enamora de su primo Giovanni Radali y e también, pero los dos obiden a las familias y Teresa tiene que casarse con Michele, hermano mayor de Giovannino. Pero el amor entre los dos despierta de nuevo y la imposibledad hace que Giovannino se mate. Giacomo, malado y en mala relaciòn con Consalvo, le deshereda antes de morir, pero el joven se convierte en alcalde. La novela termina con las elecciones en sufragio universal  expandido en 1882.
Giacomo se adueña de la parte de herencia destinada a sus hermanos y hermanas, y cuando muere su esposa trata al fin de casarse con su prima Graziella, su antiguo amor, con la cual no pudo casarse cuando era joven por la oposición de Doña Teresa.
Lodovico, segundo hijo de Doña Teresa, se había dado cuenta hace años que su madre había elijido para el la vida monacal para que no fuera un obstáculo a su propósito de dejar la herencia al tercer hijo, Raimondo. Como no puede malograr este plan, Lodovico vive su vida para subir la jerarquía eclesiástica.
Raimondo, a pesar de ser el hijo favorito, no está feliz con la esposa que su madre le impuso, Matilde Palmi, y la engaña a menudo hasta que la pobre se muera de dolor. Además abandona sus hijas y se casa con una de sus amante, Doña Isabela Fersa, por puro capricho. El matrimonio pronto se transforma en una pesadilla para Doña Isabela. Raimondo la engaña y la hace sufrir tal como había hecho con Matilde Palmi.
Lucrezia, se casa con el abogado Benedetto Giulente. Su matrimonio había sido obstaculado por Doña Teresa porque la familia Giulente no era de antigua nobleza, como la familia Uzeda.
- Datos: Q3236059
- Multimedia: I Viceré / Q3236059